# Букілаші
Букілаші (рум. Buchilași) — село у повіті Прахова в Румунії. Входить до складу комуни Рифов.
Село розташоване на відстані 48 км на північ від Бухареста, 11 км на південний схід від Плоєшті, 96 км на південний схід від Брашова.

## Населення
За даними перепису населення 2002 року у селі проживали 149 осіб, усі — румуни. Усі жителі села рідною мовою назвали румунську.